# Horst Matthai Quelle
Horst Matthai Quelle (Hanóver, Baja Sajonia, Alemania, 31 de enero de 1912 - Tijuana, Baja California, México, 27 de diciembre de 1999) fue un filósofo alemán en lengua española exiliado en México. Estuvo influenciado principalmente por filósofos alemanes como Max Stirner, Martin Heidegger, Hegel, Nietzsche y fue un exponente del anarquismo filosófico.

## Biografía
Nace en la ciudad de Hannover el 30 de enero de 1912. No hay constancia de que durante su juventud en Alemania iniciara estudios universitarios ni filosóficos.
En 1938, ante la crisis económica alemana y el ascenso del nazismo y el fascismo en Europa, se instala en México, donde trabajará eventualmente en el comercio de productos químicos y agropecuarios (avicultura), empezando a estudiar la carrera de Filosofía, tras interesarse también por la de Psicología, en la Universidad Nacional Autónoma de México, donde compartirá clases con el escritor Carlos Monsiváis y los filósofos Leopoldo Zea y Emilio Uranga. 
En la UNAM aprobó sus estudios de licenciatura, maestría y doctorado en filosofía. Realizó estudios de sánscrito[cita requerida] en el El Colegio de México, ostentando el grado de magisterio en educación otorgado por la Brigham Young University.
En 1942 tiene a su único hijo varón Diego Matthai de su primer matrimonio, quien años más tarde se volvió un arquitecto renombrado en México. En la década de los setenta tiene una pareja y pocos años después tiene dos hijas, viviendo en Tizayuca (Hidalgo); años después dio clases de bachillerato en el Centro Escolar Benémerito de las Américas y posteriormente trabajó para el Instituto Nacional Indigenista, en la Sierra de Puebla. En los ochenta se instala en la ciudad de Tijuana con su pareja y sus dos hijas. Impartió clases de filosofía en la UNAM, en CETYS Universidad de Tijuana, en la Universidad Iberoamericana, plantel Noroeste (Tijuana) y desde 1986 en la Escuela de Humanidades de la Universidad Autónoma de Baja California.
Influido por Hegel, Max Stirner, Nietzsche y Heidegger parte de sus ideas abordan aspectos del solipsismo y el anarquismo. Su pensamiento busca ser una fundamentación hermenéutica del "retorno a la metafísica", basada en la retraducción y reinterpretación de los presocráticos y Hegel, a quien estaría dedicado uno de los volúmenes de su Serie "Pensar y Ser", de la cual alcanzó a terminar cuatro volúmenes, a los cuales planeaba agregar "Los infinitos mundos de Anaxágoras", "Los atomistas de Abdera" y su estudio sobre Hegel, del cual no se conoce (aún) título previsto. "Textos filosóficos (1989-1999)", publicado en 2002, recopila algunos de los artículos de Matthai, y "Todos los pensamientos son verdaderos", editado en 2012, es una colección de apotegmas, recopilados por Heriberto Yépez, durante algunos de los seminarios de Matthai en la Universidad Autónoma de Baja California.
Muere en Tijuana, México el 27 de diciembre de 1999, días después del nacimiento de su tercera nieta.

## Filosofía
En la introducción a la primera recopilación de sus textos filosóficos su filosofía se resume de la siguiente manera:
1. - El mundo exterior es un fenómeno de la conciencia individual, ya que es la que da forma al mundo percibido.
2. - Hay instituciones y corrientes históricas que se esfuerzan por sabotear la aplicación práctica de estos conocimientos. Se trata principalmente de la Iglesia, el Estado y la ciencia, y la filosofía occidental cuando se subordina a estos tres agentes.
3. - Adquirir conciencia de que el mundo es un fenómeno de la persona y de que hay instituciones y corrientes históricas que ocultan esta sabiduría, significa ser responsable del mundo, el pensamiento y el lenguaje.[5] Si la persona da forma al mundo, ella es esos objetos, los otros y el universo entero, y como tal, tiene que rebelarse contra las fuerzas que intentan convencerlo de que es sólo una parte del mundo, y no todo el mundo.

Su interpretación de los presocráticos, así como su propia teoría metafísica —los dos aspectos de su pensamiento— giran en torno al concepto de la "teoría de los infinitos mundos" que, según Matthai, fue desarrollada, en distintas versiones, por los filósofos presocráticos. La teoría de los infinitos mundos, fundamentalmente, explica que la realidad es producto de la conciencia y que cada conciencia individual constituye un "mundo" o "realidad". Su concepto de "individuo" es semejante al de "mónada" de Leibniz. A la imposibilidad de que un individuo se comunique con otro, Matthai le llama "no-mutualidad". Muchos de sus principios, enunciados como aforismos y apotegmas ("Fuera del Yo todo es ilusión", "El mundo es mi pantalla", "Yo soy a la vez la casa que se habita") y recogidos por, su primero discípulo y luego Catedrático de Filosofía en la UABC, Heriberto Yépez, inciden en esta dirección aparentemente solipsista, o desde una perspectiva alternativa, aparentemente relacionada con alguna forma extrema de la epistemología constructivista radical, en la línea de Heinz von Foerster y otros.
Esta metafísica solipsista es la base de su planteamiento anarquista. Recordando una idea de Rousseau, el contrato social fue instaurado para asegurar la supervivencia del individuo, pero una vez que la sociedad ha puesto en peligro la supervivencia del individuo, este debe renunciar al contrato social.
Aunque las ideas de Matthai pueden resumirse en unas pocas líneas, sus obras ahondan en originales exégesis de los fragmentos de los presocráticos y otros pensadores. Es de notar también que debido a su convivencia con grupos indígenas, sus estudios y lecturas en la UNAM en plena efervescencia del renacimiento del pensamiento prehispánico, impulsado por investigadores-profesores de aquella época, hay una influencia de la cultura mexicana en su obra, como él mismo gustaba de afirmar.